# Antharmostes violetta
Antharmostes violetta là một loài bướm đêm trong họ Geometridae.